# Вернер фон Гефтен
Вернер Карл Отто Теодор фон Гефтен (Werner Karl Otto Theodor von Haeften; 9 жовтня 1908, Берлін — 21 липня 1944, Берлін) — німецький старшина, поручник Вермахту. Активний учасник німецького антинацистського руху спротиву. Брав участь у замаху на життя Адольфа Гітлера, відомого під назвою «замах 20 липня».
Фон Гефтен, як і його брат Ганс Бернд, народився у Берліні в родині Ганса фон Гефтена, військового старшини та очільника Імперського архіву. Студіював право у родинному маєтку, а потім, аж до вибуху Другої світової війни, працював у банку в Гамбургу, де вступив до лав німецького війська.
У 1943 році німецький підполковник Клаус Шенк фон Штауффенберґ‎ отримав важкі поранення у боях в Північній Африці. Відтак він опинився у шпиталі, а згодом одержав підвищення. Вже до полковника фон Штауффенберга ‎було приставлено ад'ютанта — Вернера фон Гафтена. Разом вони брали участь у заколоті проти Гітлера. Вже у січні лейтенант фон Гафтен розмірковував над вбивством Гітлера з пістолета, однак відкинув цей план з релігійних мотивів.
Після невдалого замаху фон Гафтен разом з полковником фон Штауффенбергом, Альбрехтом Мєрцом фон Квірнхаймом та Фрідріхом Ольбріхтом був засуджений Фрідріхом Фроммом до страти. Був страчений невдовзі після опівночі. Як ад'ютант фон Штауффенберґа заступив його своїм тілом перед розстрілом.
Його брат Ганс Бернд фон Гафтен був повішений 15 серпня у в'язниці Пльотцензе.

## Нагороди[3]
- Залізний хрест 2-го і 1-го класу
- Нагрудний знак «За поранення» в чорному